# Antoni Riera i Villaret
Antoni Riera i Villaret (Sabadell, 2 de juliol de 1865 - Barcelona, 4 de juliol de 1931) fou un metge català.

## Biografia
Riera i Villaret fou catedràtic d'Anatomia de la Facultat de Medicina de Barcelona –on des del 1892 dirigí els treballs anatòmics–, membre de la Reial Acadèmia de Medicina de Barcelona i president de l'Acadèmia Mèdico-Farmacèutica de Barcelona a partir del 1902. El 1896 presentà la primera tesi doctoral a l'Estat espanyol sobre tema radiològic, amb el títol Utilidad de los rayos X en la tècnica anatòmica.
És el traductor del famós Traité d'anatomie humaine, del francès Léo Testut, que fou utilitzat per diverses generacions d'estudiants europeus des de finals del segle xix. Del 1897 al 1899 va dirigir la revista La Medicina Científica en España i va fundar El Eco de las Ciencias. Juntament amb el seu fill, Antoni Riera i Cercós –professor auxiliar de la Facultat de Medicina–, és autor del Tratado de técnica anatómica, destinat als alumnes dels primers cursos de Medicina.
El 1888 va publicar el Primer diccionario completo volapuk-español y español-volapuk, llengua artificial creada per Johann Martin Schleyer el 1880, que, tot i la dificultat estructural, tingué molts seguidors entusiastes fins que aparegué l'esperanto el 1887.
Antoni Riera i Villaret té dedicat un carrer a la Creu Alta des d'abans de l'annexió d'aquest barri a Sabadell el 1904.